# Low Rock
Der Low Rock (englisch; spanisch Baja Roca ‚Niedriger Felsen‘) ist, wie sein Name bereits beschreibt, ein niedriger mariner Felsen im Archipel der Südlichen Shetlandinseln. Er liegt 1,5 km südwestlich des Stranger Point, des südlichen Ausläufers von King George Island.
Der schottische Geologe und Forschungsreisende David Ferguson kartierte einen Felsen in der Position des Low Rock bei seiner Fahrt an Bord des Walfängers Hanka in diesen Gewässern zwischen 1913 und 1914. Eine genauere Kartierung in den Jahren 1935 und 1937 sowie die deskriptive Benennung erfolgten bei den britischen Discovery Investigations.